# Hedeby

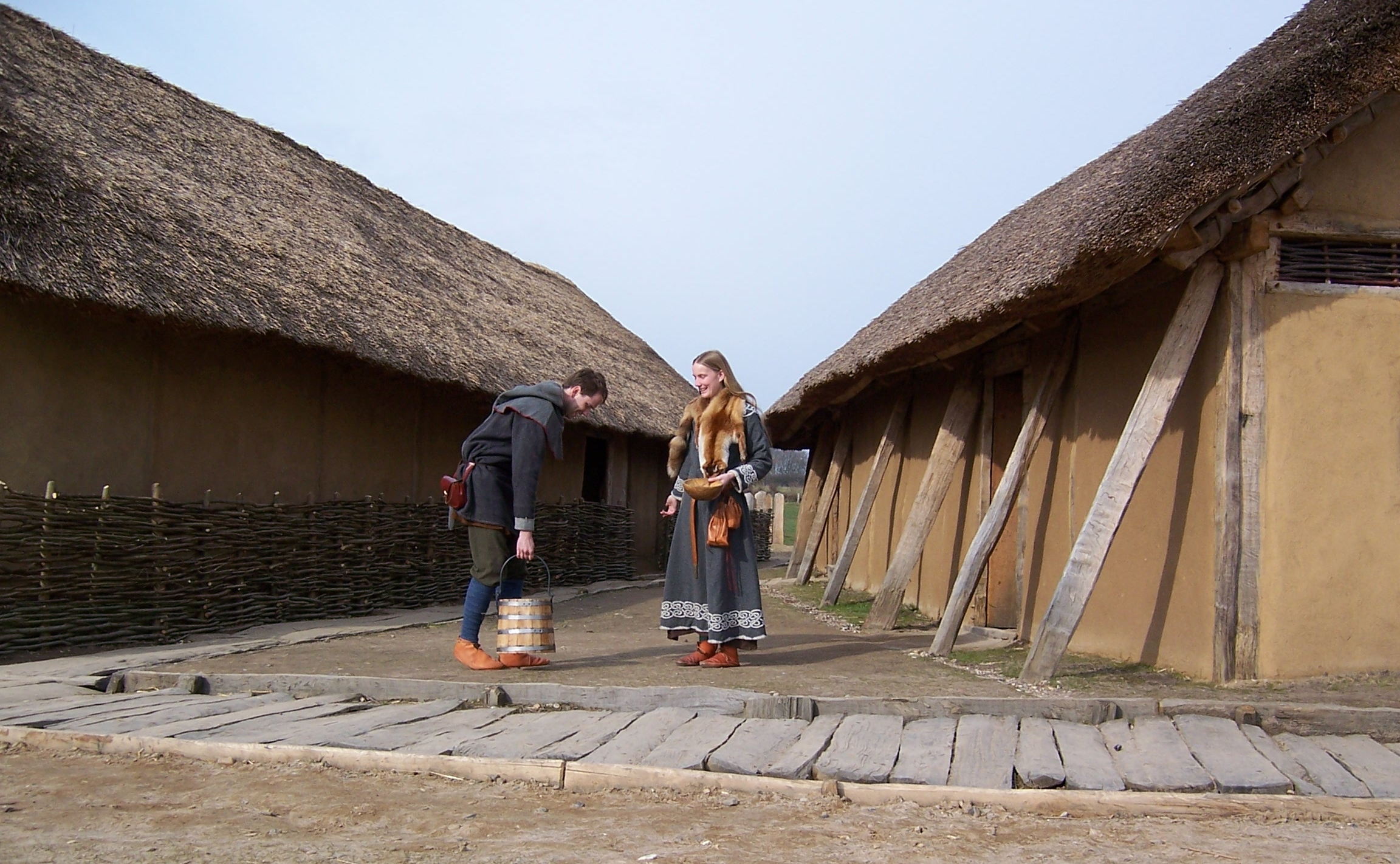
Maisons reconstituées de Hedeby

Hedeby était un important établissement de Vikings du Danemark et de Varègues de Suède, situé au sud du Danemark, près de la frontière carolingienne. La localité était un emporium au haut Moyen Âge et un important comptoir commercial pour le commerce de longue distance entre la Scandinavie, l'Europe de l'Ouest, les pays riverains de la Mer du Nord et les pays baltes
Hedeby se trouve sur la péninsule des Cimbres, au fond de la Schlei, entre la Mer du Nord et la Mer Baltique. Le site est aujourd'hui en Allemagne, le terrain faisant partie de la commune de Busdorf, près de Schleswig, dans l'arrondissement de Schleswig-Flensbourg.
Le site abandonné depuis plus de neuf siècles de Hedeby est, avec le Danevirke, le plus important vestige archéologique du Schleswig-Holstein.

## Toponymie
Le toponyme en français est emprunté au danois Hedeby, hérité du vieux norrois Heiðabýr, de heiðr "lande", et býr, forme alternative de bǿr "ferme, exploitation ; ville, petite ville". La forme Haithabu est empruntée à l'allemand Haithabu qui l'a emprunté au vieux norrois ou proto-norrois  ᚼᛅᛁᚦᛅ᛭ᛒᚢ (haiþa᛭bu), de même signification, qu'on trouve sur la pierre d'Éric (en), trouvée en 1796 près du Danevirke.
Certains documents parlent de Sliaswic ou Sliesthrop, qui devient Schleswig.

## Historique

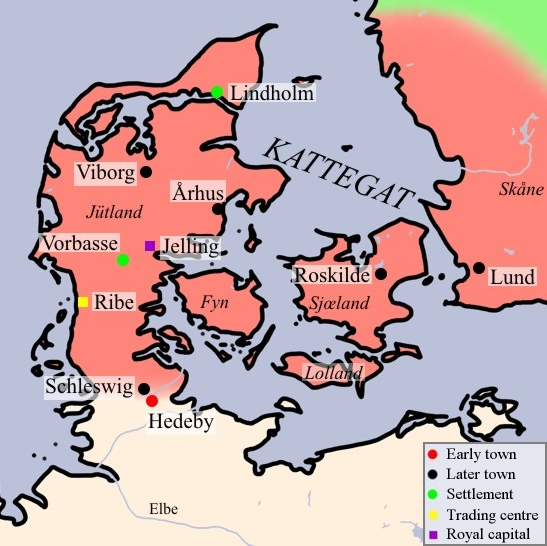
Localisation de Hedeby à la frontière sud du Danemark de l'Âge des Vikings

Après les "grandes invasions", au cours desquelles beaucoup d'Angles et de Saxons émigrèrent vers l'Angleterre, des Jutes et des Danois vinrent du nord sur la Schlei et la baie d'Eckernford dans la première moitié du huitième siècle. La zone semble avoir été encore peu densément peuplé à cette époque.
Fondée probablement au VIIIe siècle, Hedeby est située à un point stratégique entre la mer du Nord et la mer Baltique, à l'entrée de la péninsule danoise. Ce port est établi dans une région frontalière, non loin du Danevirke, une série de fortifications qui protègent les frontières du royaume danois émergent. Hedeby a rapidement prospéré en raison de son emplacement au carrefour des routes commerciales reliant l’Europe du Nord, l’Europe occidentale, et le monde arabe via les routes fluviales d’Europe de l’Est.
Les maisons de bois rectangulaires abritent des ateliers d’artisans nombreux, répartis en groupes spécialisés, qui travaillent le verre, l’os et la corne et fondent le bronze. Hedeby exporte des objets artisanaux fabriqués sur place. C’est un important marché aux esclaves. Un espace est réservé aux marchands, qui campent à même la place du marché. Les textes anciens s’accordent pour présenter Hedeby comme la ville la plus peuplée de Scandinavie.
Outre le commerce, Hedeby est un centre d’artisanat où les artisans locaux travaillent des matériaux précieux. Les artisans fabriquent également des voiles pour les navires vikings et réparent ces derniers lorsque les marchands font escale. La structure urbaine de Hedeby, organisée en parcelles régulières autour du port, est typique des emporia (port marchands) en Scandinavie. Les navires, à faible tirant d’eau, peuvent accoster aux jetées de bois pour charger et décharger les marchandises.
L'occupation humaine représente environ 10 ha au IXe siècle et 24 ha au Xe siècle. L'habitat y est permanent pour une partie de la population, comme en témoigne la présence de plusieurs cimetières. 
Hedeby commence à décliner vers la fin du Xe siècle, en partie à cause des troubles politiques dans la région et des tentatives d’Harald à la Dent Bleue pour renforcer son contrôle sur les royaumes scandinaves. Des changements dans les routes commerciales et l'apparition d'autres centres urbains, comme Schleswig, entraînent son déclin progressif. Le site est finalement abandonné au XIe siècle après une série d'attaques, notamment par les Slaves, qui ont contribué à la destruction de la ville.
Le comptoir de Hedeby est pillé et brûlé en 1050 par les Norvégiens de Harald Haardraade. Sliaswik (Schleswig) assume désormais son rôle dans la région.

## Fouilles archéologiques

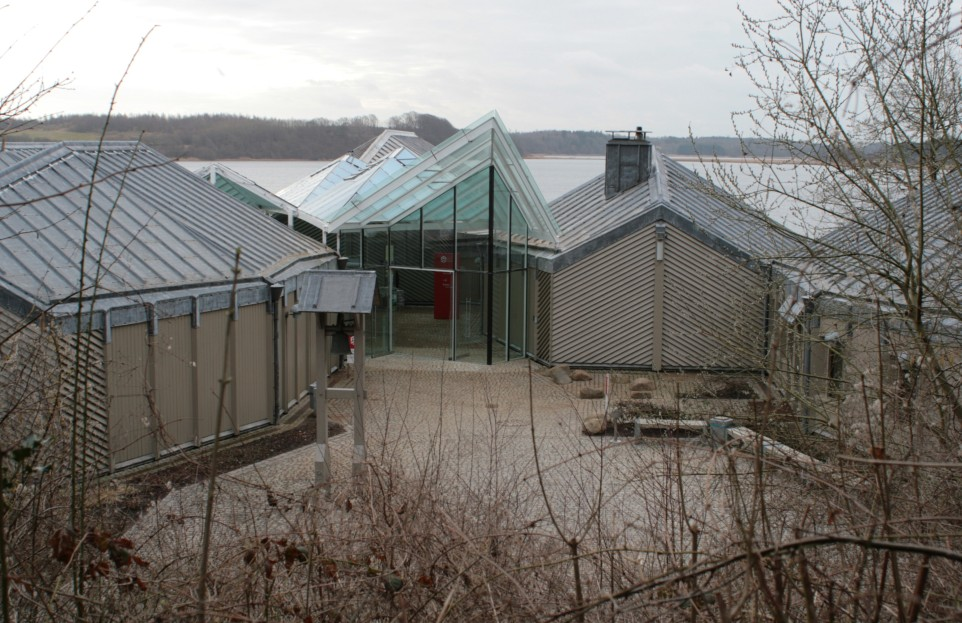
Bâtiments du Musée viking d'Haithabu

Des fouilles archéologiques ont révélé la diversité des biens qui transitent : des fourrures, de l'ivoire de morse, des os de baleine, et des peaux de phoque provenant des régions arctiques, mais aussi des perles en cristal de roche et en cornaline issues des régions méditerranéennes et du Proche-Orient. Le site a également livré un grand nombre de monnaies arabes (dirhams), témoignant de l’intensité des échanges entre la Scandinavie et le monde islamique.
Le site « Ensemble archéologique frontalier de Hedeby et du Danevirke » est inscrit au patrimoine mondial de l'UNESCO en 2018.